# کاربونرا
کاربونرا (به ایتالیایی: Carbonera) یک کومونه در ایتالیا است که در استان ترویزو واقع شده‌است.

## خصوصیات
کاربونرا ۱۹٫۷۸۴ کیلومترمربع مساحت و ۱۱٬۱۸۰ نفر جمعیت دارد و ۱۸ متر بالاتر از سطح دریا واقع شده‌است.